# Bubble Record
La Bubble Record è stata una casa discografica italiana, attiva negli anni 1980 e novanta.

## Storia
La casa discografica fu fondata per iniziativa del Gruppo Editoriale Bixio, gestito dai due figli di Cesare Andrea Bixio, Franco e Carlo: il gruppo era già proprietario di una casa discografica, la Cinevox, specializzata per lo più in colonne sonore, mentre con questa nuova azienda si ampliò la presenza nella musica leggera e nel pop anche internazionale (producendo dischi di artisti come Keith Emerson e Donovan).
Per la distribuzione, la Bubble si appoggiò dal 1980 al 1982 alla CGD e, in seguito, alla Dischi Ricordi.
Tra gli artisti della casa discografica i più noti sono: Giuni Russo, Marco Armani, Eugenio Bennato, i Camaleonti, i Pandemonium e Tony Esposito.

## Dischi
La datazione qui riportata si basa sull'etichetta del disco o sulla copertina; qualora nessuno di questi elementi abbia una datazione, è basata sulla numerazione del catalogo; talora è, infine, basata sul codice della matrice di stampa. Se esistenti, sono riportati, oltre all'anno, il mese e il giorno (quest'ultimo dato si trova, a volte, stampato sul vinile).

### 33 giri
| Numero di catalogo | Anno    | Interprete       | Titoli                                  |
| ------------------ | ------- | ---------------- | --------------------------------------- |
| BLU 19301          | 1980    | Massimo Morante  | Abbasso                                 |
| BLU 19605          | 1981    | Ennio Morricone  | La tragedia di un uomo ridicolo         |
| BLU 19606          | 1981    | Federico Troiani | Hotel eden                              |
| BLU 19607          | 1981    | Gianni Mazza     | Il tango della gelosia (colonna sonora) |
| BLU 19608          | 1981    | Keith Emerson    | Honky                                   |
| BLU 19609          | 1981    | Europe           | Europe                                  |
| BLU 19610          | 01-1982 | Donovan          | Love Is Only Feeling                    |
| BLU 19611          | 1982    | Tony Esposito    | Tamburo                                 |
| BLULP 1814         | 1983    | Harlow           | At Midnight                             |
| BLULP 1816         | 1983    | Donovan          | Lady of the Stars                       |
| BLULP 1817         | 1984    | Crazy Gang       | We Are Crazy Gang                       |
| BLULP 1818         | 1984    | Tony Esposito    | Il grande esploratore                   |
| BLULP 1819         | 1984    | Keith Emerson    | Murderock uccide a passo di rock        |
| BLULP 1820         | 1984    | Pandemonium      | A modo nostro                           |
| BLULP 1821         | 1985    | Tony Esposito    | As tu às                                |
| BLULP 1822         | 1986    | Giuni Russo      | Giuni                                   |
| BLULP 1823         | 1986    | Eugenio Bennato  | Eughenes                                |
| BLULP 1824         | 1987    | Pandemonium      | Separé                                  |
| BLULP 1825         | 1987    | Giuni Russo      | Album                                   |
| BLULP 1826         | 1987    | Tony Esposito    | Tony Esposito                           |
| BLULP 1827         | 1987    | Avion Travel     | Perdo tempo                             |
| BLULP 1828         | 1987    | Sergio Laccone   | Tà-Tà                                   |
| BLULP 1829         | 1988    | 666              | L'alba del domani                       |
| BLULP 1830         | 1989    | Eugenio Bennato  | Le città di mare                        |
| BLULP 1831         | 1989    | Avion Travel     | In una notte di chiaro di luna          |
| BLULP 1832         | 1990    | Eugenio Bennato  | Novecento auf Wiedersehen               |
| BLULP 1833         | 1990    | Tony Esposito    | Il villaggio globale                    |
| BLULP 1836         | 1991    | Autori vari      | Classe di ferro 2                       |
| BLULP 1840         | 1992    | Gegia            | E...canto anch'io                       |

### CD
| Numero di catalogo | Anno | Interprete   | Titoli                    |
| ------------------ | ---- | ------------ | ------------------------- |
| CD - BLM 51        | 1989 | Giuni Russo  | I successi di Giuni Russo |
| TCD – BLU 1840     | 1992 | Gegia        | E...canto anch'io         |
| TCD – BLU 1845     | 1994 | Marco Armani | Esser duri                |

### 45 giri
| Numero di catalogo | Anno | Interprete                                             | Titoli                                                                   |
| ------------------ | ---- | ------------------------------------------------------ | ------------------------------------------------------------------------ |
| 9302               | 1980 | Donovan                                                | Mee Mee I Love You/The Heights Of Alma                                   |
| 9308               | 1981 | Pandemonium                                            | Fatte curà/Il vecchietto zumpappà                                        |
| 9311               | 1981 | Camaleonti e Monica Vitti                              | Tango della gelosia/Che storia è                                         |
| 9314               | 1982 | Donovan                                                | Love Is Only Feeling/The Hills Of Tuscany                                |
| 9315               | 1982 | Astrella D. (sul lato A)/Bernardo Lafonte (sul lato B) | Ci siamo anche noi/Ci siamo anche noi (strumentale)                      |
| 9316               | 1982 | Claudia Vegliante                                      | Come Alice/Camomilla                                                     |
| 9224               | 1983 | Camaleonti                                             | Italian boys/Io ti amo                                                   |
| 9225               | 1983 | Pandemonium                                            | La colpa è di Maria/Nina                                                 |
| 9227               | 1984 | Tony Esposito                                          | Kalimba de luna/Lagos                                                    |
| 9230               | 1985 | Saga                                                   | Take Me To America/Spirits In The Night                                  |
| 9233               | 1986 | Giuni Russo                                            | Alghero/Occhiali colorati                                                |
| 9234               | 1986 | Eugenio Bennato                                        | Sole sole/Duorme terra                                                   |
| 9237               | 1987 | Tony Esposito                                          | Sinué/Sinué (strumentale)                                                |
| 9238               | 1987 | Giuni Russo                                            | Ragazzi al luna park/Mango, papaia                                       |
| 9240               | 1988 | Stefano Palatresi                                      | Una carezza d'aiuto/Non è per abitudine                                  |
| 9241               | 1990 | Tony Esposito ed Eugenio Bennato                       | Novecento aufwiedersehen/Novecento aufwiedersehen (versione strumentale) |
| 9243               | 1990 | Eugenio Bennato                                        | Le città di mare/Donna contemporanea                                     |